# Municipio de Sicily
El municipio de Sicily (en inglés: Sicily Township) es un municipio ubicado en el condado de Gage en el estado estadounidense de Nebraska. En el año 2010 tenía una población de 193 habitantes y una densidad poblacional de 2,06 personas por km².

## Geografía
El municipio de Sicily se encuentra ubicado en las coordenadas 40°7′41″N 96°44′12″O / 40.12806, -96.73667. Según la Oficina del Censo de los Estados Unidos, el municipio tiene una superficie total de 93.62 km², de la cual 92,75 km² corresponden a tierra firme y (0,93 %) 0,87 km² es agua.

## Demografía
Según el censo de 2010, había 193 personas residiendo en el municipio de Sicily. La densidad de población era de 2,06 hab./km². De los 193 habitantes, el municipio de Sicily estaba compuesto por el 98,96 % blancos, el 1,04 % eran amerindios. Del total de la población el 0,52 % eran hispanos o latinos de cualquier raza.